# Leitor (ministério)

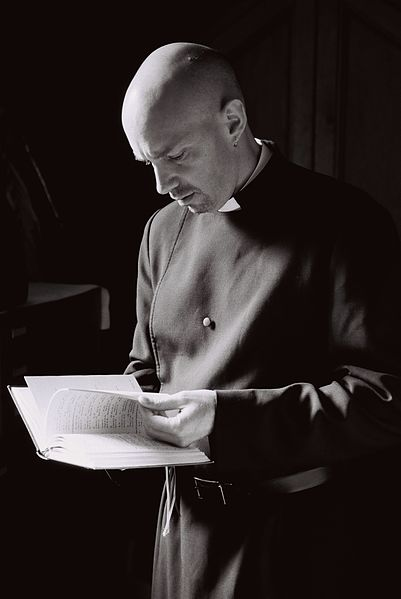
Leitor anglicano.

Leitor (do latim lector: aquele que lê) é um membro da Igreja Católica ou Anglicana instituído para o ministério que lhe é próprio, o qual é fazer a leitura da Palavra de Deus, na assembléia litúrgica. E assim, tanto na missa, como nos outros atos sagrados, é o responsável por proferir as leituras da Bíblia, exceto o Evangelho e, ainda, as lições da Liturgia das Horas. Ademais, é-lhe conferida a missão especial, dentro do povo de Deus, de instruir na fé crianças e adultos, para receberem dignamente os sacramentos. O Cerimonial dos Bispos traz cerimônia própria para a instituição deste ministério e ressalta que: "pode ser conferido a fiéis leigos, homens, não se considerando reservado unicamente aos candidatos ao sacramento da Ordem".
No Brasil, confunde-se o Leitor, ministerialmente instituído, com leigos que fazem leituras.

## Origem
Tem sua origem litúrgica nas antigas Ordens menores (ostiário, leitor, exorcista e acólito). Com o Concílio Vaticano II essas ordens menores foram suprimidas, sendo que duas foram mantidas transformadas em ministérios instituídos, não-ordenados: leitor e acólito.